# Chiesa di San Leopoldo (Steinhof)
La chiesa di San Leopoldo (in tedesco Kirche zum heiligen Leopold; anche detta Kirche am Steinhof, cioè "Chiesa di Steinhof"), sorge nel sobborgo di Steinhof, alle pendici del Galitzinberges, all'estrema periferia ovest di Vienna. 
Rappresenta un capolavoro dell'architettura Secessionista.

## Storia e descrizione

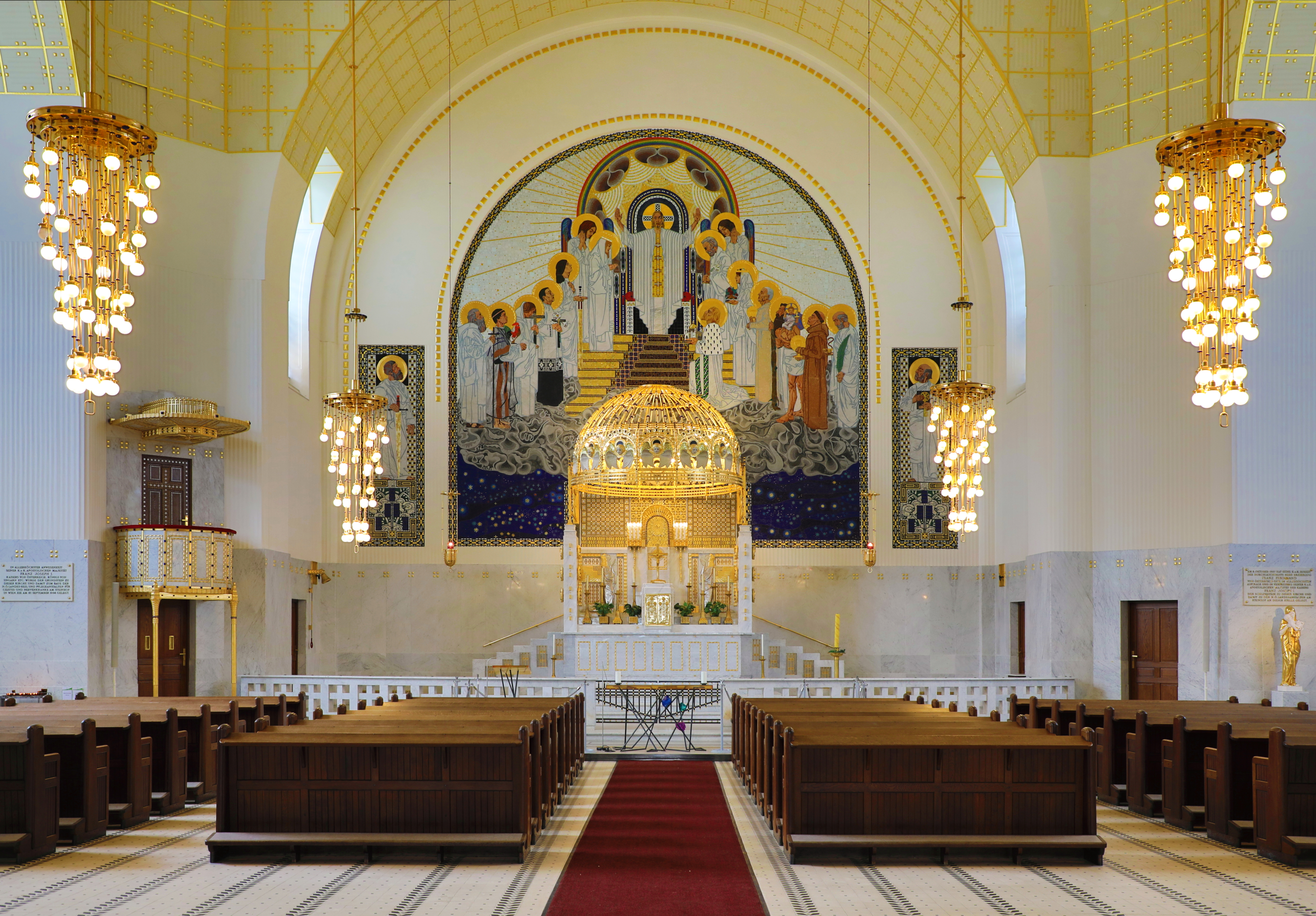
Veduta dell'interno.

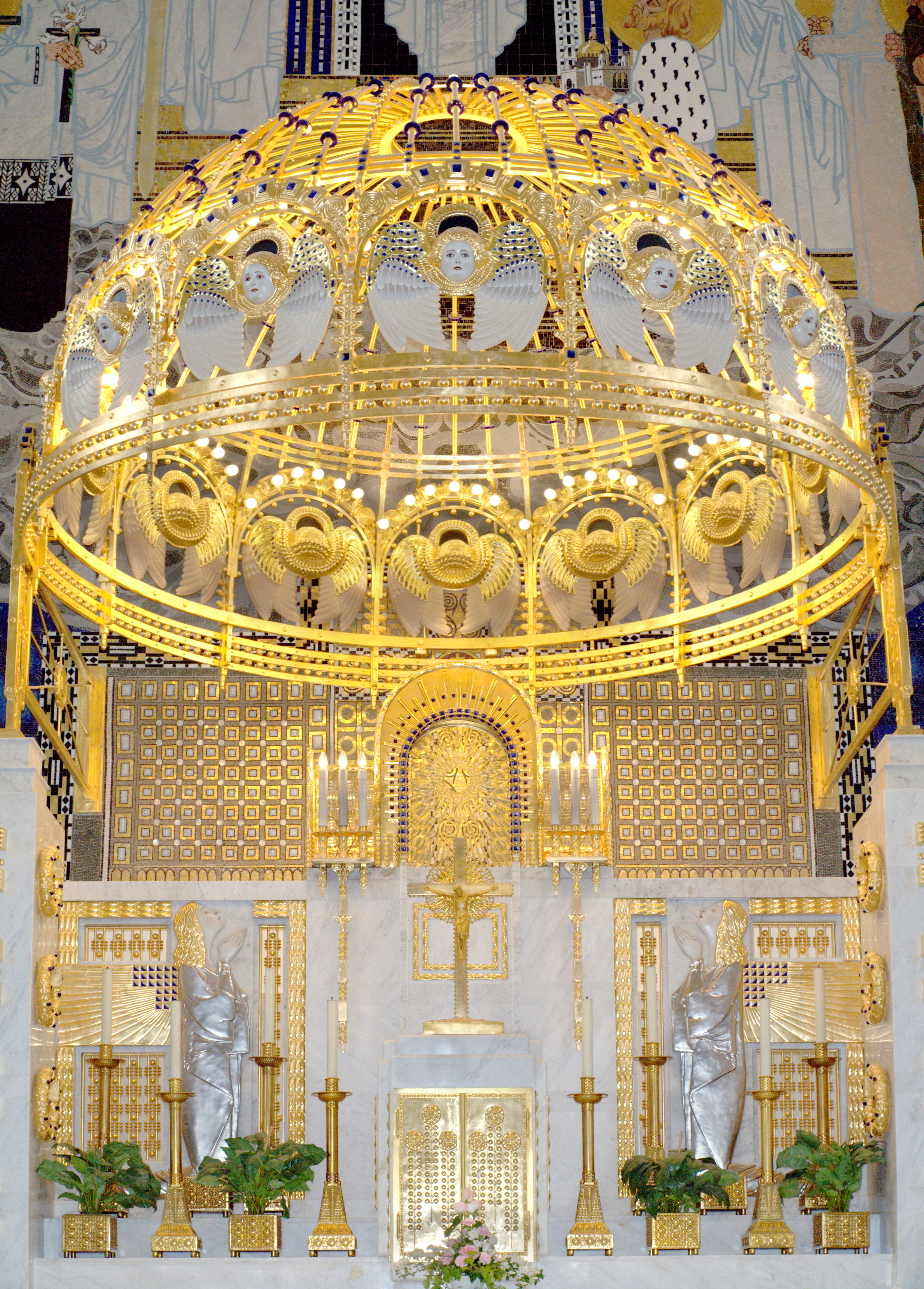
Il baldacchino.

Il progetto originale è del celebre architetto Otto Wagner, che la concepì come una moderna casa del signore, diversa da tutte le chiese costruite fino a quel momento e in sintonia con lo stile della Secessione viennese. Edificata tra il 1904 e il 1907, la chiesa sorge all'interno di un ospedale psichiatrico e si trova nel punto più alto della zona, visibile da quasi ogni punto del distretto. Per enfatizzarne l'aspetto, Wagner concepì una cupola in rame sproporzionata in grandezza, e dorata.
La facciata è ricoperta con lastre di marmo di 2 cm di spessore, integrati con "chiodi di rame" nella muratura. Il marmo proviene dalle cave di Carrara. Le torri ai lati dell'ingresso principale sono sormontate da due statue in rame con i due santi patroni della Bassa Austria: san Leopoldo e san Severino.
L'interno, a pianta centrale, vede la fusione dei bisogni funzionali come cappella di ospedale (pulizia, igiene e separazione dei degenti dal celebrante) e la decorazione visiva. 
Prezioso è l'arredo interno, incentrato nel presbiterio dal fastoso baldacchino dorato bizantineggiante opera del 1906-07 di Remigius Geyling, e chiuso dal grande mosaico di fondo raffigurante la Promessa dei Cieli, realizzato su cartoni di Koloman Moser del 1905.
Le preziose vetrate si devono allo stesso Moser, che le realizza nel 1906-07. Vennero rimosse durante la seconda guerra mondiale e conservate in Cecoslovacchia, da dove vennero riportate nel 1950.
A causa dei danni subiti nel corso del conflitto, la chiesa è stata restaurata due volte: nel 1961-1964 e tra il 2000-2006.